# A553 Thorbjørn
|  | Den norske MS Thorbjørn |
Thorbjørn var den ene af Søværnets tre isbrydere.
Isbryderne lå det meste af året på Flådestation Frederikshavn, hvor de hvert efterår fik en kortere sejlads, der fungerede som forskole til eventuelle isbrydningsopgaver om vinteren. Skibene lå fra den 15. december til 31. marts på kort varsel. Den faste besætning bestod af fire mand, og de resterende 18 fandtes fra år til år blandt Søværnets øvrige fastansatte personel. Hvis situationen skulle udvikle sig til en truende isvinter, ville skibene få proviant og brændstof om bord, så de lå klar til umiddelbar udrykning.
Udgifterne til isbryderne blev dækket af de danske havne og skibe, der anløb disse, ved hjælp af isafgifter som pålagdes handelsskibe med en bruttotonnage på over 150 ton. Sidste gang alle tre isbrydere var i aktion på én gang var i isvinteren 1995-96.
Frem til, og delvist under, samme isvinter talte forsvarets isbrydere også et fjerde skib, Elbjørn. Et havari på hovedmotoren betød imidlertid, at skibet udgik af styrken, da det ikke blev repareret. I nogle år levede Elbjørn en noget omtumlet tilværelse som restaurantskib i Aalborg Havn. Isbryderen har haft flere forskellige ejere, men havde stadig både sit våbenskjold og sit internationale kaldesignal, OYTD. i 2019 blev Elbjørn solgt til ophugning hos Jatob A/S.[kilde mangler]
Det blev den 22. juni 2010 besluttet at nedlægge Søværnets isbrydertjeneste og den 24. januar 2013 blev Thorbjørn samt Forsvarets to andre isbrydere af Danbjørn-klassen sat til salg. Den 22. marts 2013 blev kommandoen strøget på Forsvarets isbrydere. Den september 2015 blev det offentliggjort at Thorbjørn var blevet solgt til Nordane Shipping i Svendborg for et to-cifret millionbeløb og skibet forlod Flådestation Frederikshavn samme dag. Skibet skal i Nordane Shippings tjeneste blandt andet bryde is ved Finland og Færøerne.